# Ногейра (Виана-ду-Каштелу)
Ноге́йра (порт. Nogueira) — район (фрегезия) в Португалии, входит в округ Виана-ду-Каштелу. Является составной частью муниципалитета Виана-ду-Каштелу. По старому административному делению входил в провинцию Минью. Входит в экономико-статистический субрегион Минью-Лима, который входит в Северный регион. Население составляет 894 человека на 2001 год. Занимает площадь 10,75 км².